# 月宮まどか
月宮まどか  (つきみや まどか）は、日本のタレント、レースクイーン、コスプレイヤー。

## 来歴・人物
秋葉原で有名なメイドカフェグループ「ぴなふぉあ」で4年以上勤務しながらアイドルユニット「めろでぃーリアン」メンバーとして活動。ユニット解散後、ミスFLASH2018に出場した。 2018年6月にスーパー耐久に出場しているKRPのレースクイーンとしてデビュー。2019年からはSUPER GT300クラスに出場しているRIVAUXガールに就任。
美少女戦士セーラームーンの大ファンでグッズ保管用のレンタル倉庫を複数所持している。
泣きゲーと言われる恋愛ADVゲームを好む。メイドカフェミスティヘヴン（2009年〜2010年）勤務時から月宮まどかという名前を使用している。芸名の由来はKanonの月宮あゆから。平仮名のまどかは本名である。
現在は商業コスプレイヤーとして活動中。

## 活動

### 経歴
[レースクイーン]
Super耐久2018 KRP
SUPER GT2019 RUNUPSPORTS
Super耐久2020 RacingFamily137
Super耐久2021 HELM 
TCRJapan2022 G/MOTION
[書籍]
FLASH
アサ芸Secret!
Smart
夕刊フジ
ヤングチャンピオン烈
アキバでロマンス〜アイドルと一緒に学ぶヲタ芸 
[映画、ドラマ]
ドラマ「仮面ライダージオウ」学生役
ドラマ「ウチの娘は彼氏ができない！」コスプレイヤー役
映画「ヲタクに恋は難しい」コスプレイヤー役
映画「一度死んでみた」ホステス役
[モデル、コスプレイヤー]
VRカノジョ 公式コスプレイヤー
東京ゲームショウ2019 SEGA 龍が如くモデル
東京ゲームショウ2018 OMEN コンパニオン
バンダイナムコアミューズメント ソードアート・オンライン シノン公式コスプレイヤー
KADOKAWA主催 しまねカミングDAYコンベンション公式コスプレイヤー
コミックマーケット100 エコカリプス公式コスプレイヤー
YouTubeチャンネル FX猫王子 レギュラー